# Circondario di Luneburgo
Il circondario di Luneburgo (targa LG) è un circondario (Landkreis) della Bassa Sassonia, in Germania.
Comprende 2 città e 41 comuni.

Capoluogo e centro maggiore è Luneburgo.

## Geografia antropica
Il circondario di Luneburgo si compone dei seguenti comuni.

### Comuni
- Adendorf (10 903)
- Amt Neuhaus (5 074)
- Bleckede, città (9 613)
- Luneburgo (Lüneburg) (grande città indipendente) (75 599)

### Comunità amministrative (Samtgemeinde)
- Samtgemeinde Amelinghausen, con i comuni:

1. Amelinghausen * (3 994)
2. Betzendorf (1 103)
3. Oldendorf (Luhe) (1 048)
4. Rehlingen (745)
5. Soderstorf (1 478)

- Samtgemeinde Bardowick, con i comuni:

1. Bardowick (comune mercato) (7 092)
2. Barum (2 096)
3. Handorf (2 121)
4. Mechtersen (684)
5. Radbruch (2 245)
6. Vögelsen (2 455)
7. Wittorf (1 477)

- Samtgemeinde Gellersen, con i comuni:

1. Kirchgellersen (2 602)
2. Reppenstedt * (7 606)
3. Südergellersen (1 816)
4. Westergellersen (2 277)

- Samtgemeinde Ilmenau, con i comuni:

1. Barnstedt (745)
2. Deutsch Evern (3 759)
3. Embsen (2 802)
4. Melbeck * (3 496)

- Samtgemeinde Ostheide, con i comuni:

1. Barendorf * (2 493)
2. Neetze (2 710)
3. Reinstorf (1 244)
4. Thomasburg (1 359)
5. Vastorf (840)
6. Wendisch Evern (1 801)

- Samtgemeinde Scharnebeck, con i comuni:

1. Artlenburg, (comune mercato) (1 782)
2. Brietlingen (3 554)
3. Echem (1 054)
4. Hittbergen (930)
5. Hohnstorf (Elbe) (2 367)
6. Lüdersburg (646)
7. Rullstorf (1 884)
8. Scharnebeck * (3 461)